# Aethionectes
Aethionectes là một chi bọ cánh cứng trong họ waterroofkevers (Dytiscidae).
Chi này được Sharp miêu tả khoa học năm 1882.

## Các loài
Các loài trong chi này gồm:
- Aethionectes apicalis (Boheman, 1848)
- Aethionectes bokumanus Guignot, 1956
- Aethionectes chilonarius Guignot, 1948
- Aethionectes flammulatus Zimmermann, 1928
- Aethionectes fulvonotatus (Clark, 1864)
- Aethionectes irroratus Guignot, 1952
- Aethionectes nigrosignatus Zimmermann, 1928
- Aethionectes oberthueri (Régimbart, 1895)